# Droga krajowa B103 (Niemcy)
Droga krajowa 103 (niem. Bundesstraße 103, B 103) – niemiecka droga krajowa przebiegająca  z południa na północ od skrzyżowania z drogą B5 w Kyritz w Brandenburgii do Rostocku  w Meklemburgii-Pomorzu Przednim.

## Miejscowości leżące przy B103
Kyritz, Gantikow, Vehlow, Schönebeck, Seefeld, Buchholz, Pritzwalk, Birkenfelde, Falkenhagen, Meyenburg, Ganzlin, Dresenow, Appelburg, Plau am See, Quetzin, Krakow, Bössow, Krakow am See, Charlottenthal, Groß Grabow, Kölln, Hoppenrade, Klueß, Güstrow, Sarmstorf, Kuhs, Kritzkow, Kessin, Rostock.